# .fi
.fi je internetová národní doména nejvyššího řádu pro Finsko.